# Biệt động quân Việt Nam Cộng hòa
Biệt động quân Việt Nam Cộng hòa (Tiếng Anh: Vietnamese Rangers Corp, VNRC) là đơn vị bộ binh cơ động của Quân lực Việt Nam Cộng hòa, đồng thời là lực lượng tổng trừ bị thuộc Bộ Tổng tham mưu Quân lực Việt Nam Cộng hòa. 
Biệt động quân được huấn luyện kĩ năng hành quân chiến đấu độc lập với các đơn vị bạn, tác chiến ở quy mô từ tiểu đội đến tiểu đoàn với nhiệm vụ giải tỏa áp lực địch trên địa bàn hoạt động, sử dụng lối đánh lấy du kích phản lại du kích cùng sự hỗ trợ của thiết xa vận, giang thuyền vận và trực thăng vận. Biệt động quân là binh chủng tinh nhuệ của Lục quân Việt Nam Cộng hòa chuyên dùng để đối phó với du kích đối phương. Với khả năng cơ động của mình, Biệt động quân luôn là lực lượng có nhiệm vụ phản kích nhanh quân địch trước tiên, không để các đơn vị bạn bị bất ngờ và rơi vào tình thế bất lợi, dẫn đến mất tinh thần và ý chí chiến đấu. Kể từ khi được thành lập, Biệt động quân là lực lượng dự bị quan trọng thứ 3 của Việt Nam Cộng hòa, sau Sư đoàn Nhảy dù và Thủy quân lục chiến. Bộ Tư lệnh Biệt động quân đặt tại Trại Đào Bá Phước. Đơn vị Biệt động quân buông súng cuối cùng trong Sự kiện 30 tháng 4 năm 1975 khi đang bảo vệ Bộ Tư lệnh Biệt khu Thủ đô.

## Tên gọi
Trong khái niệm thuật ngữ quân sự Việt Nam Cộng hòa, Biệt động quân tương ứng với Lực lượng Ranger trong Lục quân Hoa Kỳ. Ngoài ra, một số lực lượng chuyên biệt khác có đặc điểm gần giống như Biệt động quân nhưng có chức năng hoạt động khác như Biệt kích (Commando), Lực lượng Đặc biệt (Special Force), Biệt cách dù (Airbone Ranger). Hầu hết các lực lượng này đều có nguồn gốc từ Biệt động quân và về sau hình thành những Binh chủng riêng biệt trong Quân lực Việt Nam Cộng hòa.

## Tiền thân
- Xem thêm:Lực lượng Đặc biệt

Tháng 2 năm 1956, sau khi tiếp nhận căn cứ GCMA (Groupement de Commandos Mixtes Aéroportés, Lực lượng Biệt kích không vận hỗn hợp) của Pháp tại Nha Trang, với sự trợ giúp của Phái bộ Cố vấn Quân sự (Military Assistance Advisory Group - MAAG) Mỹ tại Việt Nam, Tổng thống Ngô Đình Diệm đã cho thành lập Trung tâm Huấn luyện Biệt động đội, nhằm xây dựng cơ sở huấn luyện Biệt kích cho Việt Nam Cộng hòa. Về tổ chức, Trung tâm này được đặt dưới quyền quản lý của Nha Tổng Nghiên Huấn, Bộ Tổng Tham mưu Quân đội Việt Nam Cộng hòa, về sau chuyển thuộc Sở Liên lạc, trực thuộc Phủ Tổng thống, có trách nhiệm huấn luyện các toán Biệt kích phá hoại, Thám sát, Trinh sát và Viễn thám làm nhiệm vụ xâm nhập sâu vào lãnh thổ miền Bắc.
Hoạt động của Sở Liên lạc do Cố vấn Ngô Đình Nhu trực tiếp chỉ đạo, các sĩ quan Việt Nam chỉ huy, riêng các hoạt động Biệt kích đều do các cố vấn Mỹ trực tiếp quản lý, điều hành và huấn luyện. Toàn bộ thành viên người Việt của các toán Biệt kích đều là người gốc miền Bắc, gồm cả quân sự lẫn dân sự, trong đó có một số lượng lớn là người dân tộc thiểu số. Các toán Biệt kích này được tổ chức thành một đơn vị ngụy trang dưới tên gọi Liên đội Quan sát số I,, về sau được nâng lên cấp Liên đoàn, tương đương cấp Trung đoàn.

## Thành lập Binh chủng và đảo chính 1960

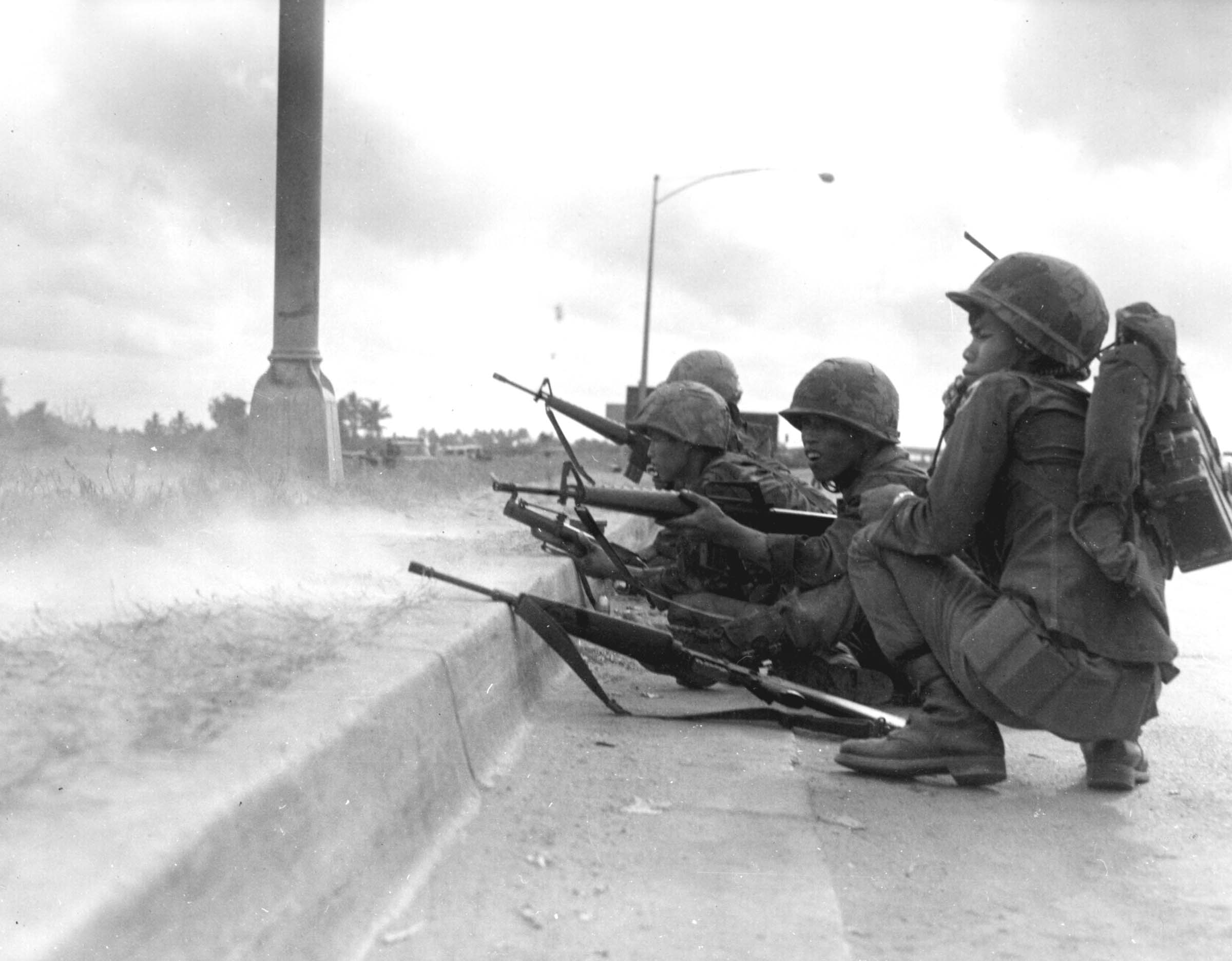
Biệt đông quân Việt Nam Cộng hoà phản kích trong Biến Cố Mậu Thân

Để tăng cường khả năng tác chiến của Quân đội Việt Nam Cộng hòa trước chiến thuật du kích của những người Cộng sản kể từ sau phong trào Đồng khởi, ngày 16 tháng 2 năm 1960, Tổng thống Ngô Đình Diệm chỉ thị thành lập các Đại đội Biệt động quân, tuyển chọn binh sĩ của các Sư đoàn Bộ binh và Quân khu, Binh chủng Nhảy dù và Thủy quân Lục chiến, huấn luyện kỹ thuật hành quân độc lập, tác chiến chống du kích. Một số sĩ quan người Việt thuộc Liên đoàn Quan sát số I được chuyển sang làm thành phần nòng cốt của Biệt động quân. Chiến thuật tác chiến ban đầu của các Đại đội Biệt động quân chủ yếu là trang bị vũ khí gọn nhẹ với quần áo bà ba đen, cơ động truy kích và tiêu diệt các đơn vị du kích Cộng sản hoạt động trên địa bàn.
Trung tâm Huấn luyện Biệt động quân đầu tiên là trường Biệt động đội Đồng Đế, đặt tại Nha Trang, về sau đổi thành Trung tâm Huấn luyện Biệt động quân Nha Trang, chuyên huấn luyện cho sĩ quan và hạ sĩ quan thuộc Quân đoàn II. Cuối tháng 4 năm 1960, hai Trung tâm huấn luyện Biệt động quân mới được thành lập, một tại Đà Nẵng để huấn luyện cho sĩ quan và hạ sĩ quan thuộc Quân đoàn I, một tại Sông Mao huấn luyện cho sĩ quan, hạ sĩ quan thuộc Quân đoàn III và Quân đoàn IV. Ngoài ra, còn có 2 Trung tâm Huấn luyện khác là Trung Hòa và Thất Sơn, chuyên huấn luyện tác chiến cấp Đại đội. Khác với các toán Biệt kích của Liên đoàn Quan sát số I do các cố vấn CIA trực tiếp quản lý, điều hành và huấn luyện, các toán Biệt động quân do các sĩ quan và hạ sĩ quan người Việt huấn luyện với sự trợ giúp của các cố vấn quân sự của Phái bộ Cố vấn Quân sự Mỹ (Military Assistance Advisory Group - MAAG).
Ngày 1 tháng 7 năm 1960, Lực lượng Biệt động quân được chính thức thành lập, do Thiếu tá Lữ Đình Sơn làm Chỉ huy trưởng. Quân phục chính thức của Lực lượng Biệt động quân cũng chuyển sang quân phục rằn ri đốm hoa với mũ nồi nâu. Mặc dù hình thành Bộ chỉ huy riêng, nhưng trên thực tế, các Đại đội Biệt động quân tác chiến theo sự chỉ huy của các Tư lệnh Sư đoàn hoặc Tiểu khu trưởng tại địa bàn hoạt động. Bộ Chỉ huy Trung ương chỉ có nhiệm vụ quản trị, điều hành, bổ sung quân số, huấn luyện, trang bị, thanh tra, theo dõi, thống kê, báo cáo các hoạt động của các đơn vị Biệt động quân trên toàn lãnh thổ Việt Nam Cộng hòa.
Do tính chất này, khi cuộc đảo chính ngày 11 tháng 11 năm 1960 nổ ra, mặc dù Chỉ huy trưởng Biệt động quân là Thiếu tá Lữ Đình Sơn bị 2 cấp phó là Thiếu tá Phan Trọng Chinh và Đại úy Phan Lạc Tuyên tước quyền chỉ huy và nắm lấy quyền điều động một số Đại đội Biệt động quân gần Đô thành Sài Gòn tham gia đảo chính, hầu hết các đơn vị Biệt động quân khác vẫn thuộc quyền của các đơn vị Sư đoàn và Tiểu khu, vẫn trung thành với Tổng thống Diệm và tham gia hành quân phản đảo chính. Nhờ vào hành động này mà Thiếu tá Lữ Đình Sơn không bị truy cứu trách nhiệm và vẫn được giữ chức Chỉ huy trưởng cho đến năm 1962.

## Cải tổ lực lượng
Mặc dù vậy, hoạt động của những người Cộng sản vẫn không ngừng tăng lên. Ngày 15 tháng 2 năm 1961, các đơn vị vũ trang của họ thống nhất thành Quân Giải phóng miền Nam Việt Nam, thành lập các đơn vị quân sự chính quy. Trước quy mô chiến tranh mở rộng, ngày 1 tháng 8 năm 1961, các Trung tâm Huấn luyện Đà Nẵng, Nha Trang, Sông Mao được hợp nhất thành Trung tâm Huấn luyện Biệt động quân Dục Mỹ. Các trung tâm Trung Hòa và Thất Sơn cũng được sáp nhập thành Trung tâm Huấn luyện Biệt động quân Trung Lập để có thể huấn luyện quy mô cấp Tiểu đoàn. Đầu năm 1962, các Đại đội Biệt động quân thuộc quyền các Tiểu khu được thu hồi để thành lập 3 Tiểu đoàn đặt dưới quyền các Quân khu là Tiểu đoàn 10 (Quân khu 1), Tiểu đoàn 20 (Quân khu 2) và Tiểu đoàn 30 (Biệt khu Thủ đô), sau đổi tên thành Tiểu đoàn 11, 21 và 31 để tương ứng với thứ tự từng vùng chiến thuật.
Sau những rối ren chính trị, từ năm 1965, Chính quyền Việt Nam Cộng hòa đi vào sự ổn định tương đối. Đến cuối năm 1965, các Đại đội Biệt động quân độc lập còn lại cũng được bổ sung và tổ chức lại thành 17 Tiểu đoàn Biệt động quân. Từ năm 1966, Lực lượng Biệt động quân tiếp tục được cải tổ để thành lập các Liên đoàn Biệt động quân (gồm các Liên đoàn 1, 2, 3, 4, và 5), đặt trực thuộc các Quân đoàn. Nhiệm vụ của Lực lượng Biệt động quân cũng thay đổi, trở thành các đơn vị trừ bị, có khả năng cơ động nhanh, đối phương không còn là các toán du kích nhỏ mà là các đơn vị chủ lực của Quân Giải phóng cấp Trung đoàn. Liên đoàn 6 được thành lập vào năm 1968.
Khi xây dựng lực lượng này, ý đồ của Bộ tham mưu VNCH mong muốn BĐQ trở thành đơn vị có thể thay thế được quân Mỹ, làm giảm tối đa sự phụ thuộc. BĐQ sớm trở thành đơn vị trù bị cấp chiến thuật, bên cạnh 2 đơn vị Dù và TQLC. Vì vậy, binh sĩ tham gia biệt động quân đều là tình nguyện, được ưu đãi về vật chất cao hơn so với các đơn vị thông thường, ngoài mức lương còn được lãnh "tiền tử" (tiền bảo hiểm) hàng năm khá cao.
Tính đến giữa năm 1969, Lực lượng Biệt động quân được tổ chức 6 Liên đoàn, trong đó có Liên đoàn 5 và 6 là Lực lượng Tổng trừ bị cho Bộ Tổng tham mưu, dưới sự điều hành của Bộ chỉ huy Biệt động quân Trung ương. Các Liên đoàn 1, 2, 3 và 4 là đơn vị Tổng trừ bị cho 4 Quân khu, với sự điều hành của 4 Bộ chỉ huy Biệt động quân Quân khu và dưới quyền điều động trực tiếp của các Tư lệnh Quân đoàn I, II, III và IV. Năm 1973, thành lập Liên đoàn 7 làm đơn vị Tổng trừ bị cho Bộ Tổng tham mưu.

## Biệt động quân Biên phòng
- Xem thêm: Lực lượng Dân sự Chiến đấu

Từ cuối năm 1961, CIA đã xây dựng một kế hoạch mang tên "Chương trình Phòng vệ xóm làng" (Village Defense Program - VDP) nhằm tách rời các buôn làng dân tộc thiểu số khỏi ảnh hưởng tuyên truyền của những người Cộng sản Bắc Việt; đồng thời xây dựng một lực lượng vũ trang gồm người dân tộc thiểu số để làm tăng thêm khả năng chống xâm nhập của những người Cộng sản vào những khu vực hẻo lánh, tăng khả năng kiểm soát chiến tranh ở vùng Cao nguyên.
Chương trình này dẫn đến việc hình thành các trại Biệt kích Dân sự ở Cao nguyên, chuyên thực hiện các nhiệm vụ phá hoại, ngăn chặn đường xâm nhập của các đơn vị Quân Cộng Sản từ Bắc vào Nam. Tháng 2 năm 1962, các đơn vị Biệt kích Dân sự này chính thức hợp thành Lực lượng Dân sự Chiến đấu (Civilian Irregular Defense Group - CIDG), do CIA trực tiếp thực hiện, nằm ngoài sự quản lý của Chính quyền Việt Nam Cộng hòa. Ngày 23 tháng 77 năm 1962, theo Quyết định 57 An ninh Quốc gia của Bộ Quốc phòng Hoa Kỳ, CIA sẽ bàn giao tất cả những hoạt động bán quân sự, kể cả Lực lượng Dân sự Chiến đấu, cho Bộ Tư lệnh Viện trợ Quân sự Mỹ tại Việt Nam.
Sự hình thành một Lực lượng Biệt kích Dân sự vũ trang không chịu sự kiểm soát của chính quyền Việt Nam Cộng hòa cũng dẫn đến những hệ lụy có tác động không nhỏ. Do mâu thuẫn sắc tộc, sự thiếu quan tâm, thậm chí kỳ thị, của Chính quyền Việt Nam Cộng hòa đã góp phần dẫn đến việc nhiều Biệt kích quân người dân tộc thiểu số tại Việt Nam đang chiến đấu cho Lực lượng Đặc biệt Hoa Kỳ và Lực lượng Dân sự chiến đấu đã tham gia Phong trào ly khai BAJARAKA. Dù sao, dưới sự dàn xếp của người Mỹ, những mâu thuẫn tạm thời chưa bùng nổ lớn. Các Biệt kích quân người dân tộc thiểu số tại Việt Nam vẫn chiến đấu dưới quyền chỉ huy của người Mỹ cho đến tận năm 1970, khi các đơn vị thuộc Lực lượng Dân sự Chiến đấu được người Mỹ bàn giao một phần cho Quân lực Việt Nam Cộng hòa và được cải tổ thành Lực lượng Biệt động quân Biên phòng.

## Phát triển thành đại đơn vị
Cùng với sự tiếp nhận và tái tổ chức các trại Biệt kích thuộc Lực lượng Dân sự Chiến đấu thành các Tiểu đoàn Biệt động quân Biên phòng, cũng như các Liên đoàn thuộc Lực lượng đặc biệt vừa bị giải thể thành Liên đoàn Biệt động quân thứ 7. Tính đến cuối năm 1971, lực lượng Biệt động quân có 21 Tiểu đoàn Biệt động quân chủ lực và 37 Tiểu đoàn Biệt động quân Biên phòng. Mỗi Quân khu đều tổ chức Bộ chỉ huy Biệt động quân của Quân đoàn, chỉ huy 1 Liên đoàn Biệt động quân chủ lực và một số Tiểu đoàn Biệt động quân Biên phòng. Riêng các Liên đoàn 5, 6, 7 do Bộ chỉ huy Biệt động quân Trung ương trực tiếp chỉ huy.
Trước tình hình chiến tranh khốc liệt, và quân Mỹ rút khỏi Việt Nam, tháng 9 năm 1973, Đại tướng Cao Văn Viên đưa ra kế hoạch tái tổ chức lại 58 Tiểu đoàn Biệt động quân (kể cả Biệt động quân Biên phòng) thành 45 Tiểu đoàn, bỏ các đồn trại Biên phòng (trừ một số các đồn trại ở những nơi xung yếu) để hình thành Lực lượng trừ bị cho các Quân đoàn và Tổng trừ bị cho Trung ương. Theo đó, 45 Tiểu đoàn Biệt động quân tổ chức thành 15 Liên đoàn Tiếp ứng, trong đó có 2 Liên đoàn (5 và 6) Tổng trừ bị (sau tăng thêm Liên đoàn 4 rút từ Quân đoàn IV về). Các Liên đoàn này được bố trí như sau:
- Quân khu 1: Liên đoàn 11, 12 (Liên đoàn 1 cũ), 14 và 15[2]
- Quân khu 2: Liên đoàn 21, 22, 23 (Liên đoàn 2 cũ), 24, và 25[3]
- Quân khu 3: Liên đoàn 31 (Liên đoàn 3 cũ), 32 (Liên đoàn 5 cũ), và 33[4]
- Các Liên đoàn 4, 6 và 7 là Lực lượng Tổng trừ bị cho Bộ Tổng tham mưu.

Lực lượng Biệt động quân vào những năm cuối của cuộc Chiến tranh Việt Nam liên tục được tăng cường, nhằm tổ chức một lực lượng trừ bị mạnh để thay thế cho Sư đoàn Dù và Sư đoàn Thủy quân lục chiến đang bị mắc kẹt với chiến trường Quân khu I. Cuối năm 1974, thành lập Liên đoàn 8, tháng 3 năm 1975 Liên đoàn 9 được thành lập. Một dự định tổ chức các đơn vị Biệt động quân thành cấp Sư đoàn để làm lực lượng trừ bị chiến lược đã được hình thành. Tuy nhiên, tình hình đã quá trễ.

## Tan rã
Lực lượng Quân đội Nhân dân Việt Nam và Quân Giải phóng miền Nam Việt Nam đã đánh tan rã binh lực của 2 Quân đoàn và 2 Sư đoàn Tổng trừ bị của Việt Nam Cộng hòa.
Lực lượng Biệt động quân chỉ còn lại 8 Liên đoàn, dự kiến sẽ tổ chức thành 3 Sư đoàn Biệt động quân.
(Tuy nhiên, trên thực tế 8 Liên đoàn này chỉ còn 5 Liên đoàn 8, 9, 31, 32 và 33 là còn đủ cấp số, các Liên đoàn 4, 6 và 7 di tản từ Quân khu 2 về còn đang trong tình trạng tái trang bị. Do đó, dự kiến thành lập 3 Sư đoàn là không thể, chỉ có thể thành lập được 2 Sư đoàn dựa trên quân số của 5 Liên đoàn nói trên và quân số còn lại của các Liên đoàn trước đó thuộc Quân khu 1 và 2 di tản về).
Bộ tư lệnh Biệt động quân do Thiếu tướng Đỗ Kế Giai làm Tư lệnh tổng quát, Đại tá Cao Văn Ủy làm Tư lệnh phó, Đại tá Trần Công Liễu làm Tham mưu trưởng. Hai Bộ Tư lệnh cấp Sư đoàn được thành lập gồm Sư đoàn 101 do Đại tá Nguyễn Thành Chuẩn làm Tư lệnh, và Sư đoàn 106 do Đại tá Nguyễn Văn Lộc - nguyên tham mưu trưởng lực lượng biệt động quân -làm Tư lệnh. Nguyễn Văn Lộc là tình báo viên của phòng tình báo miền J22, dưới sự chỉ đạo của thủ trưởng phòng tình báo, Lộc đã vô hiệu hóa đơn vị biệt động quân tân lập, ra lệnh không chống trả và sau đó tan hàng. Sau năm 1975, Đại tá Lộc là một trong những đại tá Việt Nam Cộng hòa nhận được huân chương kháng chiến chống Mỹ hạng 3. 
Tuy nhiên, tốc độ thành lập các Sư đoàn này không theo kịp với tốc độ hành quân của đối phương. Một nguyên nhân quan trọng nữa, là tình hình chiến cuộc ngày càng bất lợi làm suy giảm tinh thần binh sĩ, khiến họ chỉ muốn lo cho gia đình và quan tâm đến việc đào ngũ hơn là cầm súng. Hiện tượng đào ngũ xảy ra nhiều nhất ngay tại lực lượng BĐQ tinh nhuệ này. Ngoài ra, khi bị cắt giảm viện trợ, chính phủ rất khó khăn khi trả tiền cho binh sĩ.
Các đơn vị Biệt động quân chiến đấu trong những giờ cuối cùng của chiến tranh với đội hình tiểu đoàn không thể đương cự nổi với đội hình quân đoàn hỗn hợp áp đảo của đối phương nên lần lượt tan rã ngoài vòng đai Sài gòn. Đơn vị buông súng rã ngũ cuối cùng trưa 30 tháng 4 năm 1975 là Tiểu đoàn 43, sau khi nhận được lệnh đầu hàng từ Tổng thống Dương Văn Minh và Tư lệnh Đỗ Kế Giai.

## Chỉ huy trưởng Bộ chỉ huy BĐQ Trung ương (từ 1960 đến 1975)
| Stt | Họ và tên                                   | Cấp bậc                                        | Tại chức         | Ghi chú |
| --- | ------------------------------------------- | ---------------------------------------------- | ---------------- | --- |
| 1   | Lữ Đình Sơn                                 | Thiếu tá                                       | 7/1960-10/1960   | Chỉ huy trưởng đầu tiên. Giải ngũ cuối năm 1963. |
| 2   | Phan Trọng Chinh Võ bị Đà Lạt K5            | Thiếu tá                                       | 10/1960-11/1960  | Tham gia cuộc đảo chính 11/11/1960, bị đày ra Côn Đảo cho đến cuối năm 1963 được phục hồi quân ngũ. Cấp bậc và chức vụ sau cùng: Trung tướng Chỉ huy trưởng trường Chỉ huy và Tham mưu |
| 3   | Phan Đình Thứ (Lam Sơn) Võ bị Lục quân Pháp | Đại tá                                         | 11/1960-5/1962   | Sau cùng là Chuẩn tướng Tư lệnh phó Lãnh thổ Quân đoàn II |
| 4   | Tôn Thất Xứng Võ bị Huế K1                  | Đại tá                                         | 5/1962-1/1963    | Sau cùng là Thiếu tướng Chỉ huy trưởng trường Chỉ huy và Tham mưu (1964-1967). |
| 5   | Phan Xuân Nhuận Võ bị Huế K1                | Trung tá Đại tá (11/1963) Chuẩn tướng (8/1964) | 1/1963-3/1966    | Sau cùng là Chuẩn tướng Tư lệnh Sư đoàn 1 Bộ binh (tháng 3/1966). |
| 6   | Trần Văn Hai Võ bị Đà Lạt K7                | Trung tá Đại tá (11/1967)                      | 3/1966-6/1968    | Sau cùng là Chuẩn tướng Tư lệnh Sư đoàn 7 Bộ binh. Ngày 30/4/1975, uống thuốc độc tự sát trong Bộ Tư lệnh Sư đoàn 7 Bộ binh tại căn cứ Đồng Tâm ở Mỹ Tho, Định Tường.                  |
| 7   | Trần Công Liễu Võ bị Đà Lạt K8              | Đại tá                                         | 6/1968-8/1972    | Sau cùng là Đại tá Đặc khu trưởng kiêm Thị trưởng Cam Ranh. Tháng 4/1975, Tham mưu trưởng Bộ tư lệnh Binh chủng BĐQ đang hình thành.                                                   |
| 8   | Đỗ Kế Giai Võ bị Đà Lạt K5                  | Chuẩn tướng Thiếu tướng (4/1974)               | 8/1972-30/4/1975 | Chỉ huy trưởng sau cùng. Tháng 4 năm 1975 đổi chức danh Chỉ huy trưởng thành Tư lệnh                                                                                                   |

## Bộ chỉ huy BĐQ và các đơn vị trực thuộc tháng 4/75
-Chức danh Chỉ huy và Tham mưu sau cùng:
| Stt | Họ và tên                                                   | Cấp bậc     | Chức vụ                                                             | Chú thích                                                                  |
| --- | ----------------------------------------------------------- | ----------- | ------------------------------------------------------------------- | -------------------------------------------------------------------------- |
| 1   | Đỗ Kế Giai                                                  | Thiếu tướng | Chỉ huy trưởng Biệt động quân Trung ương                            | Bộ Chỉ huy đặt ở trại Đào Bá Phước, đường Tô Hiến Thành, Quận 10, Sài Gòn. |
| 2   | Nguyễn Quang Kiệt Võ khoa Thủ Đức K1                        | Đại tá      | Chỉ huy phó                                                         |                                                                            |
| 3   | Nguyễn Khắc Trường Võ bị Đà Lạt K5                          | Đại tá      | Tham mưu trưởng                                                     |                                                                            |
| 4   | Nguyễn Đức Khoái Võ khoa Thủ Đức K2                         | Đại tá      | Chỉ huy trưởng Biệt động quân Quân khu 1                            | Bộ Chỉ huy đặt ở Đà Nẵng, cạnh Bộ Tư lệnh Quân đoàn I                      |
| 5   | Phạm Duy Tất Võ khoa Thủ Đức K4p                            | Chuẩn tướng | Chỉ huy trưởng Biệt động quân Quân khu 2                            | Bộ Chỉ huy đặt ở Pleiku, cạnh Bộ Tư lệnh Quân đoàn II.                     |
| 6   | Nguyễn Thành Chuẩn Võ bị Đà Lạt K6                          | Đại tá      | Chỉ huy trưởng Biệt động quân Quân khu 3 Tư lệnh SĐ 101 BĐQ tân lập | Bộ Chỉ huy đặt ở Biên Hòa, cạnh Bộ Tư lệnh Quân đoàn III.                  |
| 7   | Nguyễn Văn Lộc Võ bị Đà Lạt K5                              | Đại tá      | Tư lệnh SĐ 106 BĐQ (đang hình thành)                                | Nguyên Tham mưu trưởng Bộ chỉ huy BĐQ Trung ương                           |
| 8   | Đặng Toàn Võ bị Đà Lạt K10 Nguyễn Xuân Áng Võ bị Đà Lạt K13 | Trung tá    | Chỉ huy trưởng Pháo binh BĐQ TW Chỉ huy phó                         | Bộ Chỉ huy đặt cạnh Bộ Chỉ huy Biệt động quân Trung ương, Sài Gòn.         |

## Các Liên đoàn BĐQ trực thuộc Bộ chỉ huy Trung ương (trước tháng 3/1975)
-Chức danh Chỉ huy sau cùng:
| Stt | Liên đoàn               | Liên đoàn trưởng                                 | Cấp bậc  | Tiểu đoàn | Tiểu đoàn trưởng                                                  | Liên đoàn phó                              |
| --- | ----------------------- | ------------------------------------------------ | -------- | --------- | ----------------------------------------------------------------- | ------------------------------------------ |
| 1   | Liên đoàn 4 42, 43, 44  | Trần Văn Sáu Võ khoa Thủ Đức                     | Trung tá | 42 43 44  | Th/tá Quách Hồng Quang Th/tá Nhữ Văn Tước Th/tá Giang Văn Xẻn     |                                            |
| 2   | Liên đoàn 6 34, 35, 51  | Cao Văn Uỷ Võ bị Đà Lạt K7                       | Đại tá   | 34 35 51  | Th/tá Trịnh Trân Th/tá Huỳnh Thiên Mạng Th/tá Đổng Kim Quan       | Tr/tá Tống Viết Lạc                        |
| 3   | Liên đoàn 7 32, 58, 85  | Nguyễn Kim Tây Võ bị Đà Lạt K10                  | Đại tá   | 32 58 85  | Th/tá Hà Mộng Thuý Th/tá Phan Văn Kết Th/tá Hoàng Đình Độc        | Tr/tá Nguyễn Hạnh Phúc Võ bị Đà Lạt K18    |
| 4   | Liên đoàn 8 84, 86, 87  | Vũ Phi Hùng Võ khoa Thủ Đức K3                   | Đại tá   | 84 86 87  | Th/tá Nguyễn Văn Nam Th/tá Trần Tiễn San Th/tá Tạ Thành Lộc       | Tr/tá Trịnh Thanh Xuân Võ khoa Thủ Đức K10 |
| 5   | Liên đoàn 9 93, 97, 98  | Trịnh Ngọc Điệp                                  | Trung tá | 93        | Th/tá Nguyễn Trí Hòa                                              |                                            |
| 6   | Liên đoàn 11 68, 69, 70 | Phạm Khắc Ấn                                     | Trung tá | 68 70     | Th/tá Quách Thưởng Đ/úy Hoàng Trọng Khải                          |                                            |
| 7   | Liên đoàn 12 21, 37, 39 | Trần Kim Đại Võ khoa Thủ Đức K3                  | Đại tá   | 21 37 39  | Th/tá Nguyễn Văn Long Th/tá Trần Văn Nghênh Th/tá Hồ Văn Hạc      | Tr/tá Hoàng Phổ Võ bị Đà Lat K17           |
| 8   | Liên đoàn 14 77, 78, 79 | Chung Thanh Tòng                                 | Trung tá | 78 79     | Th/tá Phạm Văn Thuận Th/tá Hà Văn Lầu                             | Tr/tá Đào Trọng Vượng                      |
| 9   | Liên đoàn 15 60, 61, 94 | Nguyễn Văn Thiệt                                 | Trung tá | 60        | Th/tá Đỗ Đức Chiến                                                | Tr/tá Lại Thế Thiết Võ bị Đà Lạt K20       |
| 10  | Liên đoàn 21 72, 89, 96 | Lê Quý Dậu Sĩ quan Hiện dịch Đặc biệt Đồng Đế K3 | Trung tá | 72 89 96  | Th/tá Lê Đình Diên Th/tá Trần Thiện Khuê Th/tá Huỳnh Công Hiển    | Th/tá Dương Hữu Chiêu Võ bị Đà Lạt K17     |
| 11  | Liên đoàn 22 62, 88, 95 | Bùi Văn Huấn                                     | Đại tá   | 62 88 95  | Th/tá Lê Thanh Phong Th/tá Vũ Ngọc Di Th/tá Nguyễn Thanh Vân      |                                            |
| 12  | Liên đoàn 23 11, 22, 23 | Lê Tất Biên Võ bị Đà Lạt K10                     | Đại tá   | 11 22 23  | Th/tá Hồ Khắc Đàm Th/tá Nguyễn Đình Ngọ Th/tá Phạm Duy Ánh        | Th/tá Vũ Văn Thi                           |
| 13  | Liên đoàn 24 63, 81, 82 | Hoàng Kim Thanh                                  | Trung tá | 63 81 82  | Th/tá Trần Đình Đàng Th/tá Nguyễn Hữu Tài Th/tá Vương Mộng Long   | Tr/tá Đào Đức Châu Võ bị Đà Lạt K12        |
| 14  | Liên đoàn 25 67, 76, 90 | Đặng Hưng Long                                   | Đại tá   | 67 76 90  | Th/tá Ngô Văn Niên Th/tá Phạm Công Toại Th/tá Phan Bát Giác       | Tr/tá Lê Chữ                               |
| 15  | Liên đoàn 31 31, 36, 52 | Nguyễn Văn Biết Võ khoa Nam Định                 | Đại tá   | 31 36 52  | Th/tá Nguyễn Văn Tú Th/tá Đào Kim Minh Th/tá Trần Đình Nga        |                                            |
| 16  | Liên đoàn 32 30, 33, 38 | Lê Bảo Toàn                                      | Trung tá | 30 32 38  | Th/tá Nguyễn Ngọc Khoan Th/tá Đinh Trọng Cường Th/tá Trần Đình Tự |                                            |
| 17  | Liên đoàn 33 64, 83, 92 | Bùi Văn Sâm                                      | Trung tá | 64 83 92  | Đ/úy Phạm Văn Bản Th/tá Hoa Văn Hạnh Th/tá Trần Đình Ngọc         | Tr/tá Nguyễn Khoa Lộc Võ bị Đà Lạt K18     |

### Nhân sự Bộ tư lệnh BĐQ và Tư lệnh các Sư đoàn BĐQ trực thuộc (trong tháng 4/1975)
| Stt | Họ và tên          | Cấp bậc     | Chức vụ             | Chú thích                                |
| --- | ------------------ | ----------- | ------------------- | ---------------------------------------- |
| 1   | Đỗ Kế Giai         | Thiếu tướng | Tư lệnh             | Bộ tư lệnh vẫn đặt tại trại Đào Bá Phước |
| 2   | Cao Văn Ủy         | Đại tá      | Tư lệnh phó         |                                          |
| 3   | Trần Công Liễu     | Đại tá      | Tham mưu trưởng     |                                          |
| 4   | Nguyễn Thành Chuẩn | Đại tá      | Tư lệnh Sư đoàn 101 | Bộ tư lệnh đặt tại trại Đào Bá Phước     |
| 5   | Nguyễn Văn Lộc     | Đại tá      | Tư lệnh Sư đoàn 106 | Bộ tư lệnh đặt tại Trường đua Phú Thọ    |

## Liên kết
- Trang chủ của Tổng hội Ái hữu Biệt động quân Việt Nam Lưu trữ ngày 25 tháng 1 năm 2021 tại Wayback Machine
- NHẬN ĐỊNH VỀ QUÂN LỰC VNCH-TTCSVNCHHN
- Hồ Đinh - Viết từ KBC 4424 – 3435 và 4608-CÁC QUÂN TRƯỜNG VÀ ĐẠI ĐƠN VỊ NỔI TIẾNG CỦA QLVNCH